# Slättbergstjärnen, Dalarna
Slättbergstjärnen är en sjö i Falu kommun i Dalarna och ingår i Dalälvens huvudavrinningsområde.